# Abayudaya

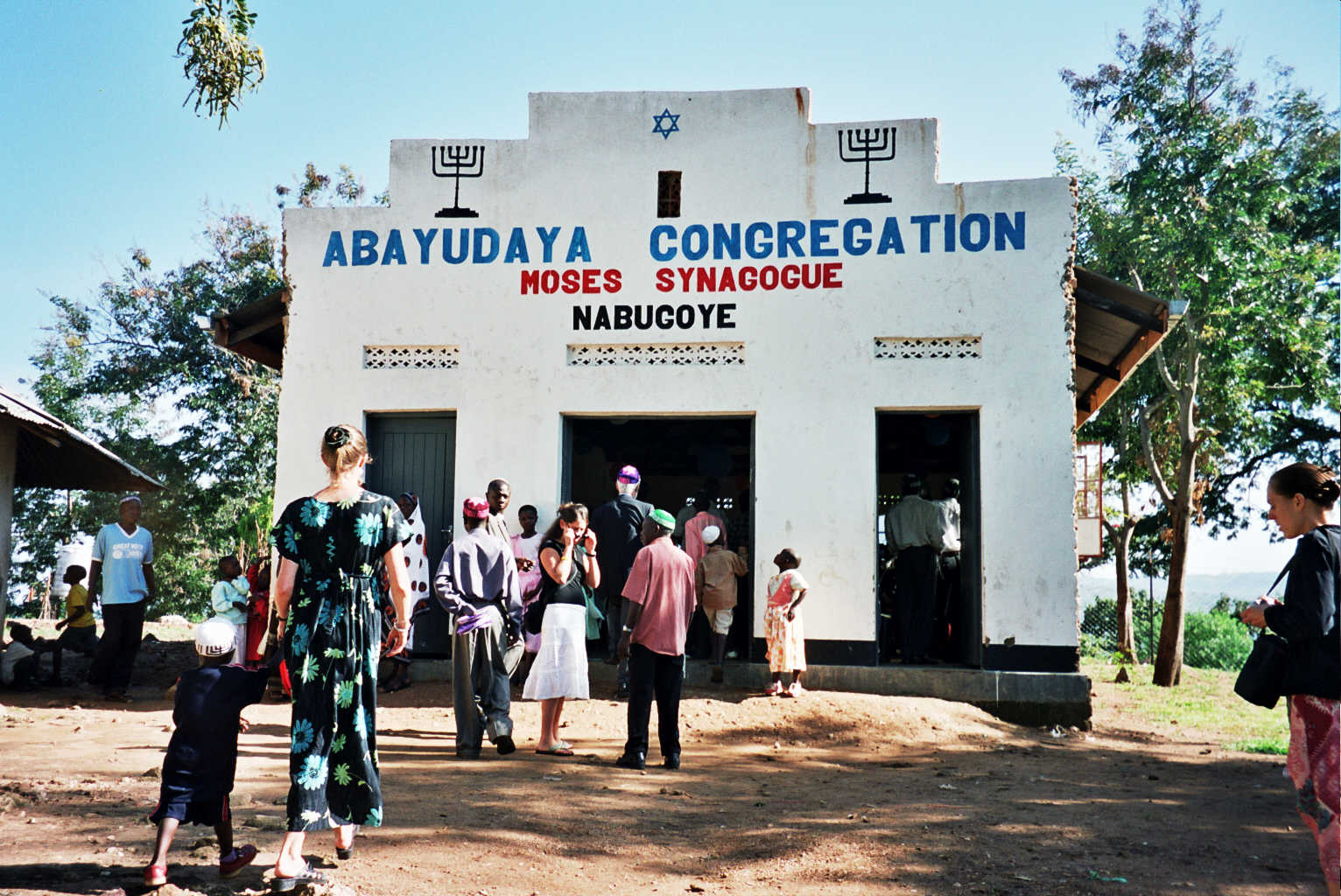
Synagoge in Nabugoya

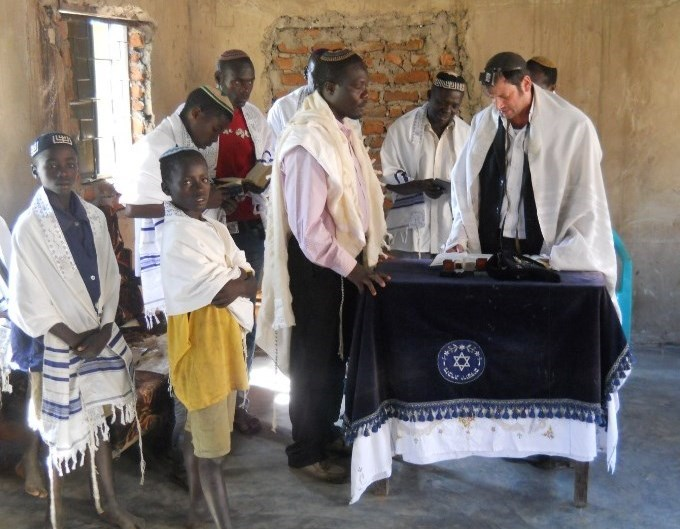
Deelnemers aan een gebedsdienst van Abayudaya in het dorp Putti

De Abayudaya is een joodse gemeenschap in Oeganda. In de taal Luganda betekent Abayudaya "kinderen van Juda". De ongeveer 1500 Abayudaya wonen in Nabugoya in Mbale en Pallisa. Zij belijden de joodse religie, maar ze zijn niet genetisch of historisch joods.

## Geschiedenis
De joodse gemeenschap werd gevormd rond de krijger Kakungulu. Hij nam eerst het protestantse geloof over onder Britse heerschappij. Na de breuk met de Britten wendde Kakungulu zich tot de christelijke sekte van Abamalaki, die joodse elementen in hun geloof had opgenomen. Het joodse geloof had Kakungulu zo gefascineerd dat hij in 1919 verklaarde een jood te zijn en te leven volgens de joodse geboden. Dus liet hij zijn zonen en zichzelf besnijden. Hij verzamelde volgelingen om zich heen, waarmee hij verhuisde in Mbale.
In het jaar 1920 kwam een jood genaamd Jozef voor ongeveer zes maanden naar Oeganda en leerde de volgelingen van Kanungulu de joodse feestdagen, de joodse kalender en de joodse spijswetten.
In 1922 publiceerde Kakungulu het boek Ebigambo ebiva mukitabo ekitukuvu (citaten uit het Heilige Boek). In 90 pagina's vertelde hij hoe hij kwam tot het Jodendom vanuit het christendom. Dit boek wordt nog steeds beschouwd als het schoolvoorbeeld van Abuyadaya. Semey Kakungulu overleed in 1928.
In 1961 waren er ongeveer 3000 Abuyadayas met meer dan 30 synagogen in Oeganda. Tijdens de dictatuur van Idi Amin (1971-1979) begon een vervolging van de Abayudaya die leidde tot de vernietiging van alle synagogen en het verbranden van de heilige boeken tot de dood van vele gemeenteleden. Na Idi Amins val konden de Abuyudaya hun geloof weer belijden. Hun aantal was gedaald tot ongeveer 300.
Pas in 2002 kwam er een gedeeltelijke erkenning van de Joodse wereldgemeenschap, als een rabbijnse rechtbank, een Beth Din van drie conservatieve en een liberale rabbijn ongeveer 400 gemeenteleden officieel bekeerde tot het Jodendom.
Hun eerste geestelijke leider, Rabbi Gersom Sizomu, verwierf een formele rabbijnse opleiding bij het Conservatief jodendom. In 2009 had de gemeente vijf synagogen, waarvan een in Putti, het enige dorp met orthodox erkende joden.
In 2012 was er een poging tot erkenning van de Abuyadayas door de staat Israël als Joden. Onder meer Rabbijn Riskin van Efrat en Aaron Malinsky uit België zijn de nieuwe leiders Enosh Keki en Adam Hirshfeld komen helpen met onder meer de bouw van een nieuw mikwe (ritueel bad).

## Muziek
De religieuze muziek van de Abayudaya is gebaseerd op de traditionele Joodse liturgie gebruikt voor de gezongen gebeden, maar ook op muziek uit de lokale Oegandese traditie. Daarnaast zijn er tal van inheemse religieuze liederen.